# Wijlre
Wijlre (phát âm tiếng Hà Lan: [ˈʋilreː]; tiếng Limburg: Wielder) là ngôi làng ở tỉnh Limburg, Hà Lan. Nó nằm trong khu đô thị của Gulpen-Wittem.
Wijlre là một đô thị riêng biệt cho đến năm 1982, khi nó được sáp nhập với Gulpen.